# The Little Traitor
The Little Traitor es una película dramática familiar independiente escrita y dirigida por Lynn Roth. Basada en la novela Panther in the Basement del autor Amos Oz, la película tiene lugar en Palestina en 1947, apenas unos meses antes de que Israel se convierta en estado.
Protagonizada por Alfred Molina y Theodore Bikel, esta es una historia sobre el vínculo improbable entre un amable soldado británico y un enérgico niño judío en el contexto del nacimiento del Estado de Israel.

## Sinopsis
The Little Traitor está ambientada en la Palestina de 1947, cuando la zona todavía estaba gobernada por los británicos, y cuenta cómo Proffi (Ido Port), de 12 años, se hace amigo del odiado enemigo, en la forma del sargento inglés Dunlop (Alfred Molina), y sigue con él a pesar de las sospechas de amigos y familiares.

## Reparto
- Alfred Molina como el sargento Dunlop
- Ido Port como Avi Leibowitz
- Rami Heuberger como el padre de Proffy
- Gilya Stern como Miriam, la madre de Proffy
- Guy Krasner como Chita
- Yonatan Lahat como Ben Hur
- Boris Reinis como el padre de Chita
- Lior Sasson como el Sr.Hochberg
- Theodore Bikel como el interrogador
- Anat Klausner como Yardena
- Dafna Melzer como Rachel

## Producción
The Little Traitor fue una coproducción entre Evanstone Films (Israel) y Panther Productions (Estados Unidos). Lo que más atrajo a la escritora y directora Lynn Roth fue compartir la historia de un “niño (que) se encuentra atrapado entre su odio hacia "los británicos"—a quienes sueña con destruir—y su creciente afecto por un miembro del detestado grupo enemigo."
En el tercer día de producción, mientras filmábamos en Jerusalén, estalló la guerra entre Israel y el Líbano. El director Roth temía que después de años de esmerado montaje de esta película, todo se desmoronara en una tarde, pero el elenco y el equipo israelí insistieron en que la producción continuara. Cuando los representantes de Alfred Molina estaban decididos a sacarlo del país, Molina respondió casualmente: "¿De qué estás hablando? La película aún está rodándose y, además, acabo de comer la mejor pita y hummus que he comido en mi vida.".

## Estreno
The Little Traitor tuvo un estreno limitado en cines y fue distribuida en los Estados Unidos por Westchester Films. También se estrenó en cines en Canadá, Israel, México y Costa Rica. Fue la película de mayor duración y mayor recaudación hasta la fecha en el cine Movies of Delray en el condado de Palm Beach, Florida.
Showtime compró la película por cable pago. Warner Bros. compró la película para Video bajo demanda.